# Klinker (halffabricaat)

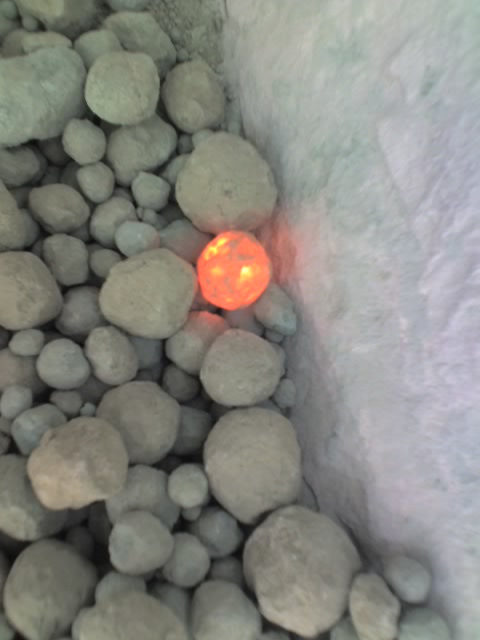
Gloeiend hete ongemalen klinker

Portlandklinker of klinker is een halffabricaat bij de productie van portlandcement. Het materiaal bestaat uit harde, steenachtige brokken die voortkomen uit sintering van kalksteen, klei en schalie. 

## Productie
Zie het artikel over de cementindustrie voor meer informatie hierover.

## Gebruik
Uit klinker wordt cement geproduceerd door het te vermalen. Bij het vermalen kunnen dan nog hulpstoffen toegevoegd worden om het cement bepaalde eigenschappen te geven. Klinker is beter te bewaren, en goedkoper te transporteren dan cement.